# 伊塞勒山
47°29′55.13″N 10°25′4.03″E / 47.4986472°N 10.4177861°E

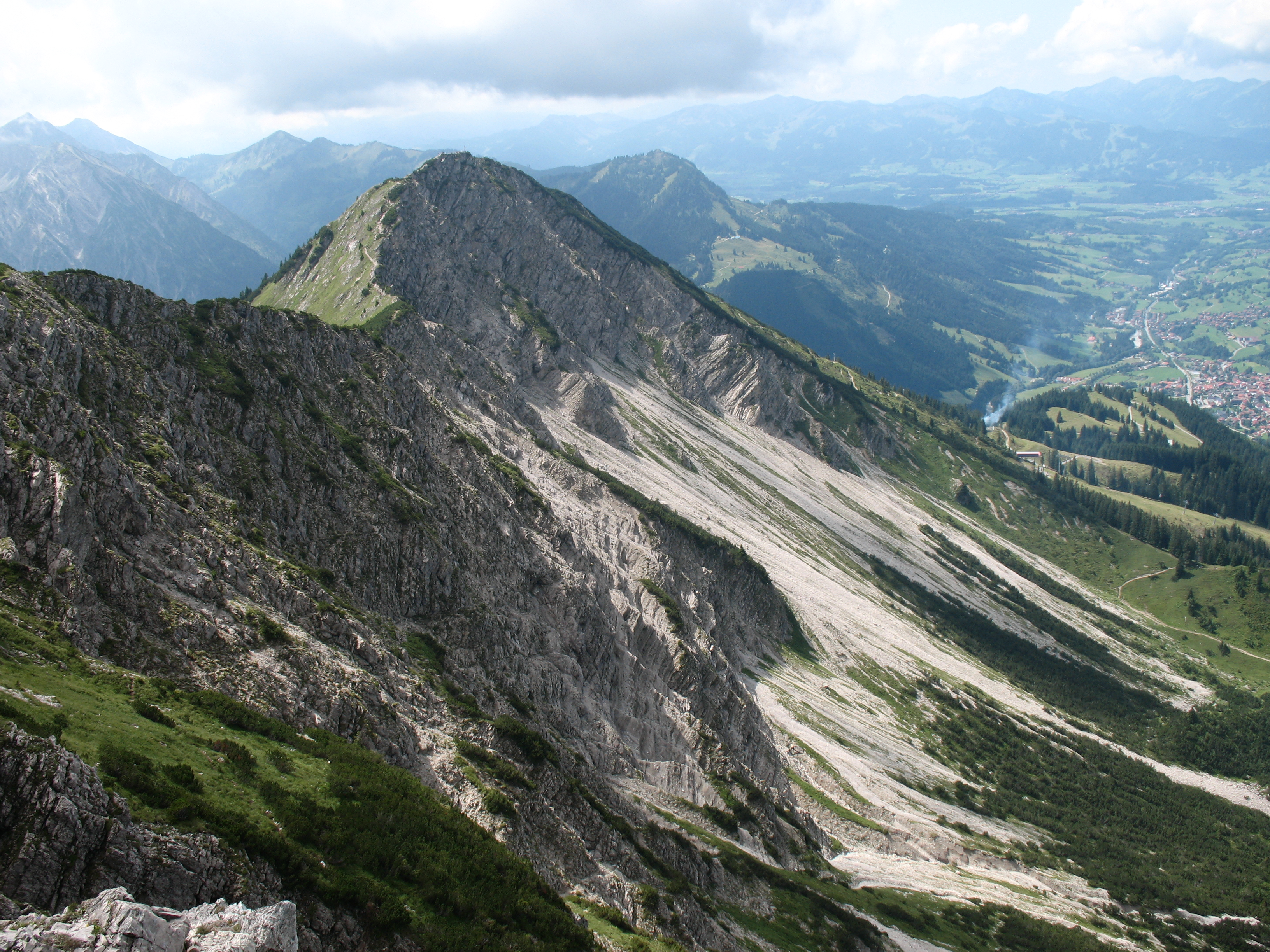

伊塞勒山（德語：Iseler），是德國的山峰，位於該國東南部，由巴伐利亞負責管轄，屬於阿爾高阿爾卑斯山脈的一部分，海拔高度1,876米，每年平均降雨量1,730毫米。